# Chạy bộ

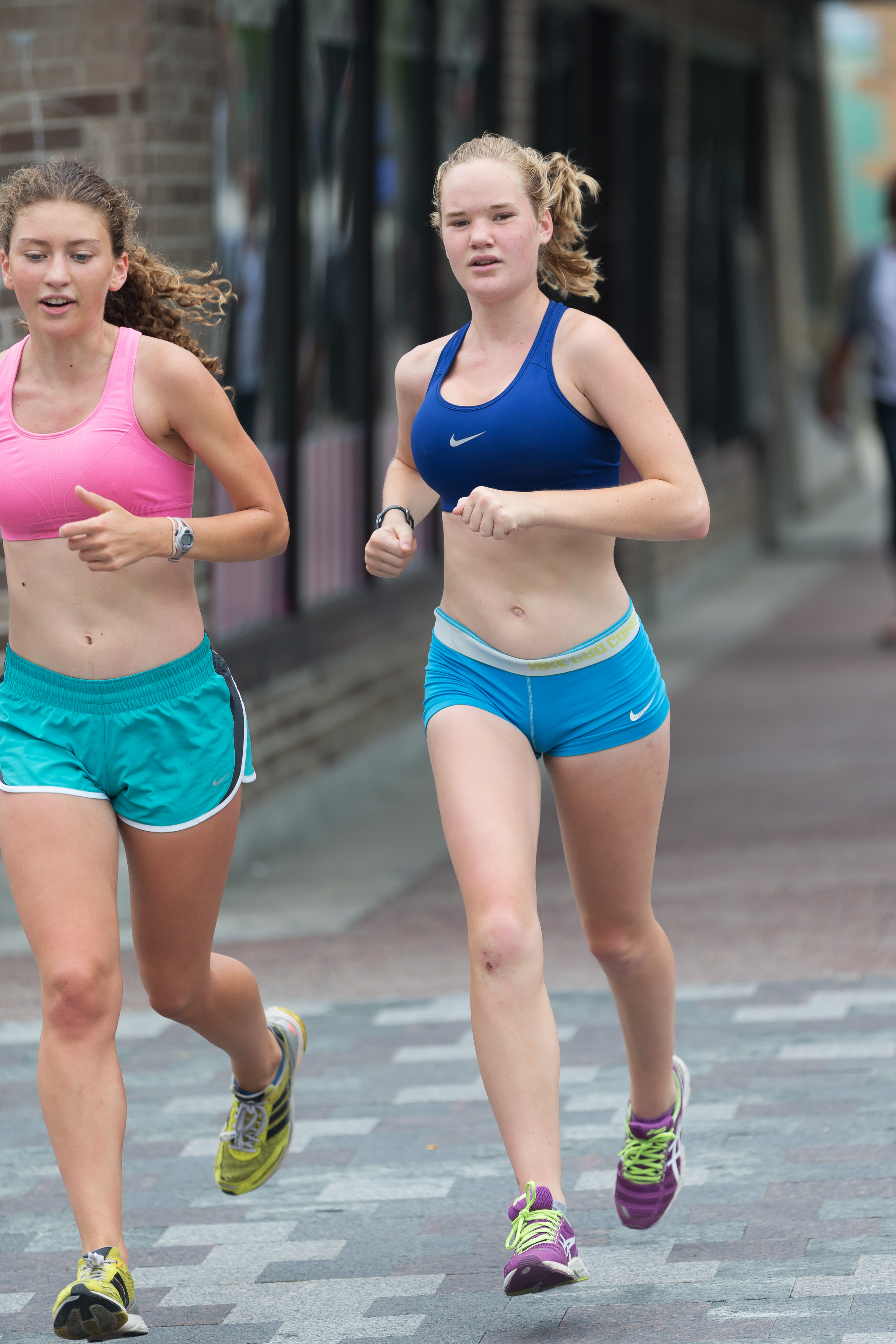
Một cô gái đang chạy bộ trên đường Madison

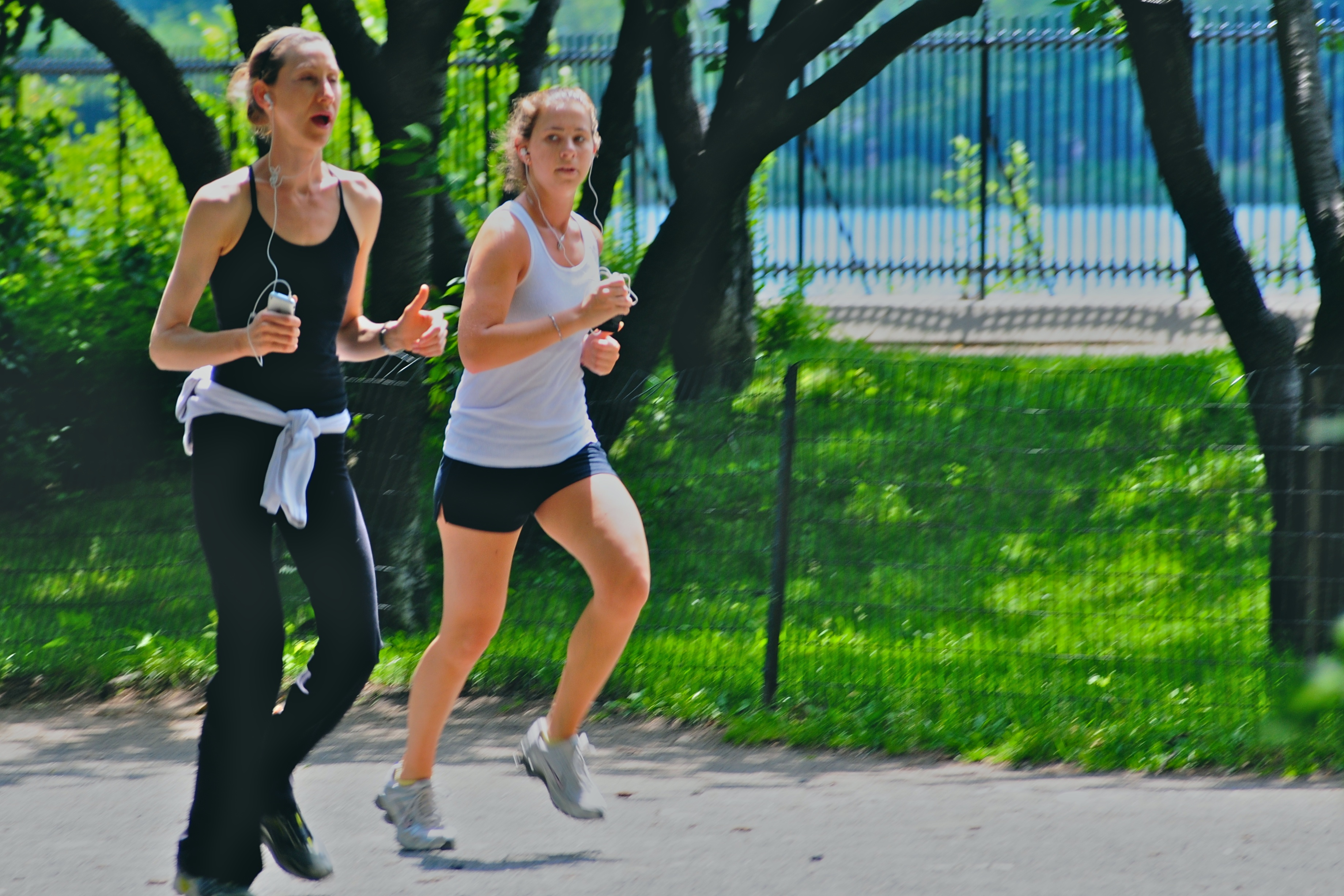
Hai phụ nữ đang chạy bộ

Chạy bộ là một hình thức chạy nước kiệu hoặc chạy với tốc độ chậm hoặc thong thả và duy trì một tốc độ ổn định đều trong suốt thời gian chạy. Ngày nay, chạy bộ là một trong những loại hình thể thao đơn giản, vừa sức, có lợi cho sức khỏe. Chạy bộ đường dài với tốc độ duy trì ổn định hay chạy đường trường còn được gọi là chạy bền là phương pháp rèn luyện sức bền hiệu quả.

## Lợi ích
Chạy bộ là một hình thức tập thể dục rất tốt, phù hợp với tất cả mọi người và đặc biệt nó giúp nhiều phụ nữ có vóc dáng thon gọn, ổn định trọng lượng cơ thể. Khi chạy, toàn bộ cơ thể sẽ chuyển động theo từng bước chạy. Vì thế không chỉ có bắp chân, đùi tham gia vào hoạt động này, mà còn có cả cơ bụng, tay, cổ. Nhờ đó quá trình tuần hoàn máu tốt hơn. Luyện tập thường xuyên kết hợp với chế độ ăn hợp lý là một phương pháp giảm béo hiệu quả. Chạy bộ giúp giải tỏa căng thẳng rất hữu hiệu.
Khi chạy bộ, Axit béo được đốt cháy tốt nhất ở quãng 65 – 70% nhịp tim tối đa, Quá trình đốt cháy axit béo bắt đầu sau 45 phút, kể từ lúc bắt đầu buổi tập. Trước đó cơ thể đốt cháy glycogen của gan và cơ bắp. Để đốt cháy axit béo cần cacbonat đóng vai trò chất xúc tác. Chạy bộ phát huy tác dụng thải nước khỏi cơ thể và đẩy nhanh quá trình đốt cháy chất béo, đồng thời cải thiện tuần hoàn máu bên trong tế bào. Chạy cũng kích thích sự lưu thông bạch huyết trong các mạch bạch huyết. Vào tháng 4 năm 2014, nghiên cứu đăng trên tạp chí khoa học Neurology cho thấy chạy bộ thường xuyên giúp ích cho kỹ năng suy nghĩ và trí nhớ đến hơn 20 năm sau đó.

## Khuyến cáo
Một số khuyến cáo để chạy bộ được tốt và khoa học, cụ thể là:
- Không nên luyện tập quá sức, nên tập luyện một cách từ từ, từng bước để cơ thể dần thích ứng. Giai đoạn đầu tiên nên luyện tập nghiêm túc và đều đặn.
- Nên dành từ 3 - 5 phút để khởi động nhẹ nhàng. Tốt nhất nên tập những bài tập khởi độn đơn giản như đứng lên ngồi xuống hay kéo giãn bắp chân.
- Không nên chạy quá nhanh khi bắt đầu chạy quá nhanh khi bắt đầu sẽ khiến cơ thể thoát nước và mất nước nhanh, hãy bắt đầu chạy thể dục với nhịp độ chậm, từ từ tăng tốc để giữ năng lượng ổn định
- Thời gian chạy lý tưởng thể kéo dài khoảng một tiếng.
- Tránh mặc giày quá chật hoặc quá rộng, có thể gây ra chấn thương trong quá trình chạy thể dục. Quần áo mặc khi tập luyện cũng nên thật thoải mái. Chất liệu, kích cỡ, mặc quá ít hay quá nhiều quần áo cũng có thể gây khó chịu và cản trở hiệu quả của việc chạy thể dục.
- Trước khi chạy, không nên ăn no, khoảng 30 phút trước khi bắt đầu luyện tập, có thể ăn các loại rau và hoa quả.
- Không nên đánh tay quá mạnh, một số khác lại vung tay quá cao khiến cho việc di chuyển của cơ thể trở nên nặng nề và nhanh xuống sức, hiệu quả tập luyện không cao, việc sải chân dài khi chạy sẽ khiến cơ thể cảm thấy mệt mỏi rất nhanh, nên sải bước vừa phải, nhịp nhàng.
- Chú ý uống nước trước sau và trong quá trình chạy tình trạng nhiều người bị mất nước nghiêm trọng trong quá trình luyện tập thể thao.
- Lời khuyên của bác sĩ cho những người bận rộn, có ít thời gian, thường là chạy 30 phút mỗi ngày. Trung bình tốc độ chạy của người bình thường ở đoạn ngắn vào khoảng 20 km/giờ, đoạn đường dài vào khoảng 10 km/giờ. Với những người không phải vận động viên, tốc độ 10 km/giờ là đủ tốt cho sức khỏe. Tuy nhiên, nên nỗ lực chạy được 30 phút, không cần nhanh hay chậm, cứ cố hết sức và để cơ thể điều chỉnh, miễn sao đạt được 30 phút mỗi ngày.